# 202092 Algirdas
202092 Algirdas este o planetă minoră (asteroid) din centura de asteroizi. A fost descoperită pe 11 octombrie 2004 la Molėtai⁠(d) de Kazimieras Černis⁠(d) și a fost numită după Algirdas. 
Obiectul prezintă o orbită caracterizată de o semiaxă mare de 2,6415716961244 UAi, o excentricitate de 0,25, o înclinație de 13,4 ° în raport cu ecliptica.